# أجلونيما معتدلة

أجلونيما معتدلة أو أجلونيما خضراء (الاسم العلمي:Aglaonema modestum) هي نوع من النباتات يتبع جنس الأجلونيما من الفصيلة اللوفية.